# Aloe friisii
Aloe friisii ist eine Pflanzenart der Gattung der Aloen in der Unterfamilie der Affodillgewächse (Asphodeloideae). Das Artepitheton friisii ehrt den dänischen Botaniker Ib Friis (* 1945).

## Beschreibung

### Vegetative Merkmale
Aloe friisii wächst stammbildend. Die aufrechten oder ausgespreizten Stämme sind bis zu 20 Zentimeter lang und erreichen einen Durchmesser von 2 bis 4 Zentimeter. Sie sind einfach oder bilden bis zu zwei Äste aus. Die schmal elliptischen Laubblätter bilden lockere Rosetten. Die hellgrüne Blattspreite ist 25 bis 35 Zentimeter lang und 3,5 bis 5 Zentimeter breit. Auf ihr sind wenige weißliche, manchmal undeutliche Flecken vorhanden. Die weißlichen, gelegentlich braun gespitzten Zähne am Blattrand sind 1 bis 2 Millimeter lang und stehen 2 bis 8 Millimeter voneinander entfernt.

### Blütenstände und Blüten
Der aufsteigende Blütenstand besteht aus acht bis 13 Zweigen und erreicht eine Länge von 50 bis 75 Zentimeter. Die unteren Zweige sind nochmals verzweigt. Die lockeren, zylindrischen Trauben sind 3 bis 14 Zentimeter lang. Die eiförmigen, spitz zulaufenden Brakteen weisen eine Länge von 2 bis 5 Millimeter auf und sind 1 bis 3 Millimeter breit. Die gelben, längs dunkel geaderten Blüten stehen an 8 bis 12 Millimeter langen Blütenstielen. Die Blüten sind 22 bis 25 Millimeter lang und an ihrer Basis gerundet. Oberhalb des Fruchtknotens sind die Blüten leicht verengt. Ihre äußeren Perigonblätter sind auf einer Länge von 7,3 bis 8,3 Millimetern nicht miteinander verwachsen. Die Staubblätter und der Griffel ragen nicht aus der Blüte heraus.

## Systematik und Verbreitung
Aloe friisii ist in Äthiopien unter Dickichten auf felsigen Hängen im laubabwerfenden Wald in Höhen von 600 bis 1600 Metern verbreitet. Die Art ist nur aus dem Gebiet des Typusfundortes bekannt.
Die Erstbeschreibung durch Sebsebe Demissew und Michael George Gilbert wurde im Jahr 2000 veröffentlicht.

## Nachweise